# Georg Neumark
Georg Neumark (ur. 16 marca 1621 w Langensalza, zm. 8 lipca 1681 w Weimarze) – niemiecki kompozytor i poeta, wirtuoz gry na violi da gamba, autor pieśni religijnych.
Urodził się jako syn Michaela i Marthy Neumark. Od 1630 uczęszczał do gimnazjum w Schleusingen. W późniejszych latach kontynuował naukę w Gocie . Jako muzyk działał początkowo w Milhausen, później w Królewcu, gdzie od 1640 studiował prawo . Tam zetknął się ze znanym królewieckim poetą, Simonem Dachem. Po zakończeniu studiów wyjechał do Gdańska, później (w 1649) do Torunia. W 1651 powrócił do rodzinnej Turyngii, gdzie za pośrednictwem swojego wuja zawarł znajomość z księciem saksońsko-weimarskim Janem Ernestem III, dzięki czemu został mianowany registratorem kancelarii książęcej oraz książęcym bibliotekarzem .
Pisał głównie ewangelickie pieśni religijne (zwykle muzykę i teksty). Podczas swoich podróży oraz pobytu w Gdańsku i Toruniu zapoznał się z polskimi tańcami i pieśniami, które zamieścił następnie w swoich zbiorkach muzycznych wydanych w Hamburgu (Poetisch- und Musikalisches Lustwäldchen, 1652) oraz w Jenie (Christlicher Potentaten Ehren-Krohne, 1675).

## Ważniejsze dzieła
- Wer nur den lieben Gott lässt walten (najpopularniejsza pieśń religijna Neumarka, śpiewana w polskim kościele ewangelickim rozpoczyna się słowami Kto los swój złożył w ręce Boga), 1641
- Poetisch- und Musikalisches Lustwäldchen, Hamburg 1652
- Fortgepflantzter Musikalisch-Poetischer Lustwald, Jena 1657
- Christlicher Potentaten Ehren-Krohne, Jena 1675
- Poetisch-Historischer Lustgarten, Frankfurt nad Menem 1666
- Poetische Tafeln, oder gründliche Anweisung zur deutschen Verskunst, Norymberga 1668
- Der Neu-Sprossende Teutsche Palmbaum, Norymberga 1669
- Thränendes Haus-Kreutz, Weimar 1681 (Digitalisat)